# Saint-Jean-lès-Buzy
Saint-Jean-lès-Buzy ist eine französische Gemeinde mit 376 Einwohnern (Stand: 1. Januar 2022) im Département Meuse in der Region Grand Est (vor 2016: Lothringen). Sie gehört zum Arrondissement Verdun und zum Kanton Étain.

## Geographie
Saint-Jean-lès-Buzy liegt etwa 31 Kilometer östlich von Verdun. Umgeben wird Saint-Jean-lès-Buzy mit den Nachbargemeinden Béchamps im Norden, Mouaville im Nordosten, Olley im Osten, Puxe im Südosten, Villers-sous-Pareid und Parfondrupt im Süden sowie Buzy-Darmont im Westen.

## Bevölkerungsentwicklung
| Jahr                       | 1962 | 1968 | 1975 | 1982 | 1990 | 1999 | 2006 | 2011 | 2019 |
| Einwohner                  | 325  | 301  | 289  | 253  | 223  | 239  | 281  | 335  | 375  |
| Quellen: Cassini und INSEE |      |      |      |      |      |      |      |      |      |

## Sehenswürdigkeiten
- Kirche Saint-Jean-Baptiste, 1612 erbaut, 1925 wieder errichtet

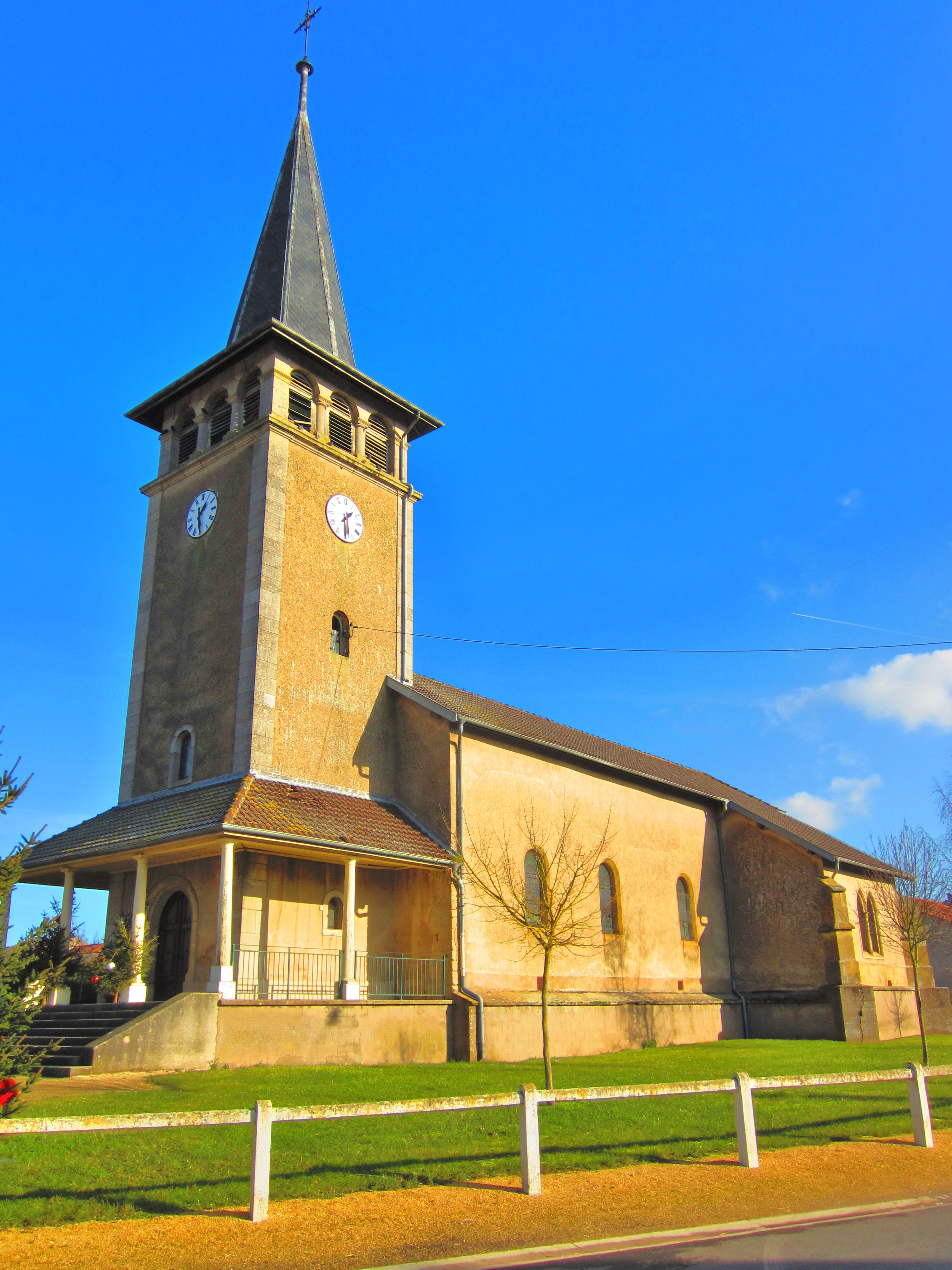
Kirche Saint-Jean-Baptiste